# Надземное основание здания

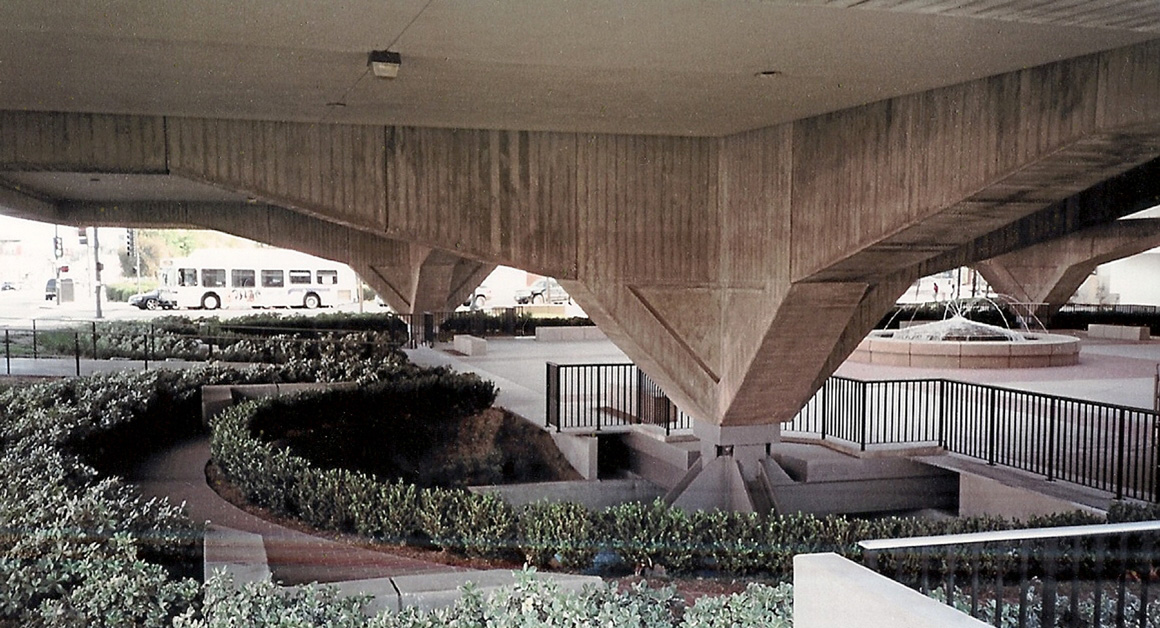
Опоры надземного основания административного здания, Глендейл (Калифорния)

Надземное основание здания (Elevated building foundation) является инструментом вибрационного контроля в сейсмостойком строительстве, который может улучшить работу зданий и сооружений под сейсмической нагрузкой.

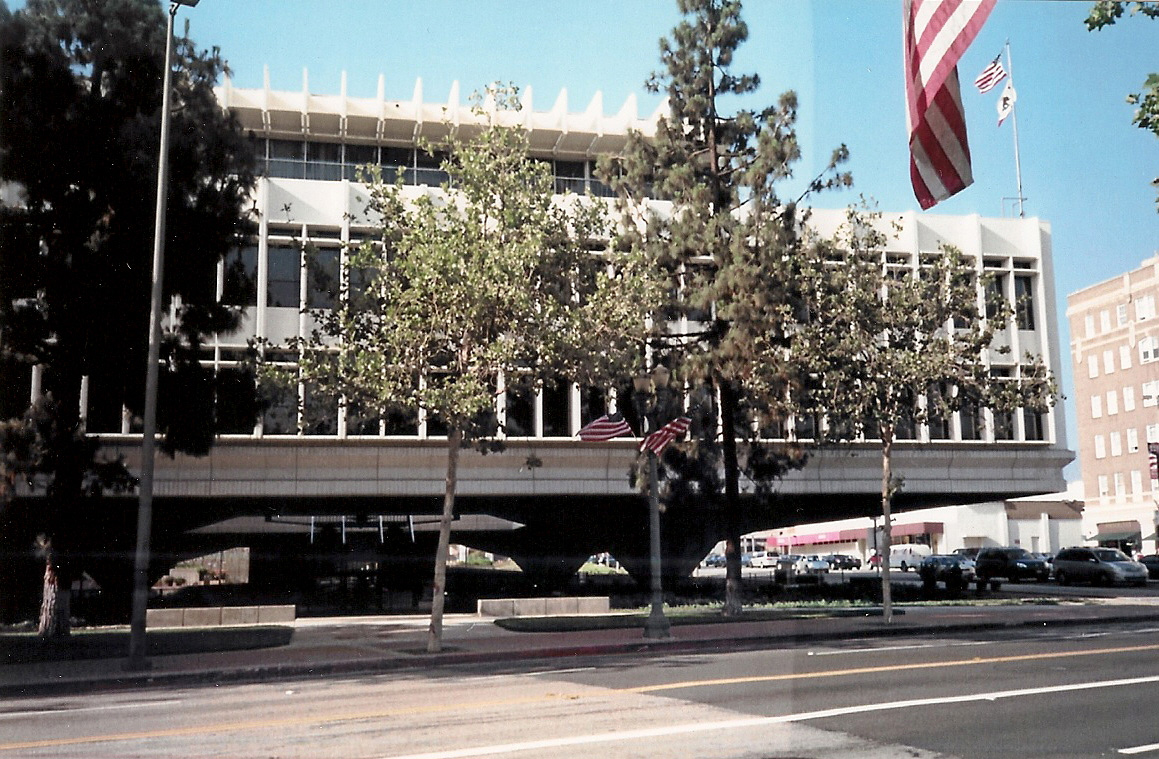
Aдминистративноe зданиe c надземным основанием, Глендейл (Калифорния)

Эффект надземного основания здания (НОЗ) основан на следующем. В результате многократных отражений, дифракций и диссипаций сейсмических волн в процессе их распространения внутри НОЗ, передача сейсмической энергии в надстройку (верхнюю часть здания) оказывается сильно ослабленной  (недоступная ссылка).
Эта цель достигается за счёт соответствующего подбора строительных материалов, конструктивных размеров, а также конфигурации НОЗ для конкретной площадки строительства.